# Єпархія Сатала Вірменська
Єпархія Сатала Вірменська (лат.: DDioecesis Satalensis in Armenia) - закритий престол Константинопольського патріархату та титульна кафедра католицької церкви.

## Історія
Вірменська Сатала, яку можна ототожнити з Садаком у сучасній Туреччині, — стародавня єпископська кафедра римської провінції Вірменія Прима в цивільній єпархії Понт. Вона входила до Константинопольського патріархату і була суфраганом Севастійської архієпархії.
Є кілька документованих єпископів Сатали. Ісихій брав участь у першому Вселенському соборі, який відбувся в Нікеї в 325 році. У 360 році Елпідій був серед учасників синоду в Селевкії, де був скинутий. Поеменій отримав лист від св. Василія близько 378 року. Анатолій втрутився на Халкедонську раду в 451 році. Єпіфаній підписав у 458 році грамоту єпископів Вірменії Прими до імператора Льва I після смерті патріарха Протерія Александрійського . Григорій був серед батьків у раді в Трулло 692 року. Філіп був присутній на Константинопольському соборі 879-880 рр., який реабілітував патріарха Фотія. Нарешті, єпископ Косма зафіксований у 1256 році.
З XVIII століття Вірменська Сатала входить до числа титульних єпископських престолів Католицької Церкви; місце було вакантним з 26 січня 1977 року.

## Хронотаксис

### Грецькі єпископи
- Євезій (або Євтихій) † (згадується в 325 р.)
- Елпідій † (? - 360 звільнених)
- Поеменій † (згадується близько 378 р.)
- Анатолій † (згадується в 451 р.)
- Епіфаній † (згадується в 458 р.)
- Григорій † (згадується 692 р.)
- Філіп † (згадується 879 р.)
- Косма † (згадка 1256 р.)

### Титулярні єпископи
- Ісаак Соффіалі † (7 січня 1785 р . - ?)
- Ігнацій Бардзінський † (помер 27 березня 1809 — 15 грудня 1813)
- Никодим Пузина † (помер 26 вересня 1814 — 22 жовтня 1819)
  - Наамат Августінус Фальгієр, CM † (13 травня 1831 - ?) (обраний єпископ)
- Йоганн Франц Вільгельм Типпманн † (17 грудня 1832 — 20 червня 1857 помер)
- Віталь-Джастін Грандін, OMI † (11 грудня 1857 — 22 вересня 1871 призначений єпископом Сант Альберта)
- Томаш Теофіл Кулінський † (23 лютого 1872 — 15 березня 1883 призначений єпископом Кельців)
- Лаццаро Младенофф, CM † (помер 12 червня 1883 - 4 березня 1918)
- Франсуа-Жозеф Дантен, MS † (10 вересня 1918 - 5 липня 1941 помер)
- Сальваторе Еррера-і-Пінто, OFM † (помер 5 квітня 1948 - 26 січня 1977)

## Зовнішні посилання
- (англ.) La sede titolare nel sito di www.catholic-hierarchy.org
- (англ.) La sede titolare nel sito di www.gcatholic.org